# Steinwald
Steinwald (baw. Staawold, z niem. Kamienny Las) – zalesiony grzbiet górski stanowiący najbardziej na południe wysuniętą część Smreczan. Najwyższy szczyt, Platte, wznosi się 946 m n.p.m. W przeciwieństwie od reszty bawarskich Smreczan, miejscowa ludność jest w większości wyznania katolickiego. W 1970 pasmo objęto ochroną w ramach parku krajobrazowego.

## Geografia
Steinwald znajduje się na północy rejencji Palatynat Górny w granicach powiatu Tirschenreuth. Na zachodzie znajduje się mająca charakter przełomowy dolina rzeki Fichtelnaab, za którą znajdują się Wzgórza Górnopalatynacko-Górnomeńskie (niem. Oberpfälzisch-Obermainisches Hügelland). Od północy od reszty Wysokich Smreczan jest oddzielona Bruzdą Waldershoferską (niem. Waldershofer Senke), od północnego wschodu jego kontynuacją jest Reichsforst określany też jako północny Steinwald. Na południe od grzbietu znajduje się Bruzda Naaby-Odravy, jaka rozdziela Smreczany i Las Czeski.
Grzbiet wynosi się około 400-500 metrów nad okolicę, jest silnie zalesiony i ciągnie się na linii od południowego zachodu na północny wschód. Jest to najmłodsza część całego pasma Smreczan, zbudowany głównie z granitów urozmaiconych wypływami bazaltowymi na południu i wschodzie. Cechą charakterystyczną są liczne formacje skalne. Najwyższym wzniesieniem jest Platte (946 m n.p.m.) na którym postawiono wieżę widokową Oberpfalzturm. Około kilometr na wschód od niego znajduje się szczyt Weißenstein (863 m n.p.m.) na którym znajdują się charakterystyczne ruiny zamku z XIII wieku.

## Park krajobrazowy
W 1970 roku powołano Park Krajobrazowy Steinwald, który zajmuje obecnie 246 km². Obejmuje on swoim obszarem niemal cały grzbiet oraz nieliczne tereny przyległe. Z jego inicjatywy powstała m.in. platforma widokowa, zorganizowano parkingi leśne, tablice informacyjne, prowadzone są działania edukacyjne i projekty ochronne.